# Garden of Eden
Garden of Eden é uma canção da banda americana de rock Guns N' Roses. Contida em seu quarto álbum de estúdio Use Your Illusion I.
Em 24 de Maio de 1993 (o mesmo dia do lançamento do EP Civil War) a música foi lançada.

## Composição
Segundo Slash, a música foi composta quando eles estavam em Chicago por um longo período.

## Vídeo Clipe
Há um vídeo clipe desta canção, que consiste em um close-up de Rose com a banda tocando no fundo, enquanto Dizzy Reed e Teddy Andreadis (que toca harmónica para a banda durante a turnê do Use Your Illusion) estão dançando atrás.

## Show
Ela foi tocada somente uma vez em um show em 23 de Fevereiro de 1993 ,em Hartford  Austin Texas. 